# Homerski jezik
Homerski jezik jest inačica grčkog jezika kojim se koristio Homer u pisanju Ilijade i Odiseje kao i Homerskih himni. Riječ je o literarnom narječju antičkog grčkog koji se uglavnom sastoji od jonskog i eolskog narječja s nešto oblika iz arkadociparskog i pisanim oblikom pod utjecajem atičkog. Kasnije je nazvan epski grčki jer su ga kao jezik epske poezije, obično u daktilskom heksametru, rabili pjesnici poput Hezioda i Teognisa iz Megare. Sastavi na epskom grčkom mogli bi potjecati najranije iz trećeg stoljeća prije Krista, ali nestao je s usponom koinea.

## Glavna obilježja
Ovdje su navedeni samo najvažniji oblici imenica i glagola kojim se razlikuje od kasnijeg grčkog. Nespomenuti oblici obično se mogu predvidjeti iz uzoraka u jonskom. Ostale vrste riječi također se ponegdje razlikuju.

### Fonologija
Homerski grčki, poput jonskog i za razliku od atičkog, prebacio je gotovo sve ᾱ u η (dugo /a:/ u dugo /ɛ:/). Tako atičke riječi Τροίᾱ, ὥρᾱ, πύλαις/πύλαισι glase Τροίη, ὥρη, πύλῃσι u homerskom. Iznimke su ipak imenice poput riječi θεᾱ́ ('božica') te genitiv množine a-deklinacije i genitiv jednine muškog roda a-deklinacije, tako su θεᾱ́ων, Ἀτρεΐδᾱο 'božicā', 'atrejevića'.

### Gramatika

#### Imenice

##### A-deklinacija
Nominativ jednine većine imenica muškog roda završava na -η umjesto -ᾱ, čak i nakon ρ, ε, i ι (za razliku od atičkog): χώρη za atički χώρᾱ. Ipak, imenica θεᾱ́ i neka imena imaju -ᾱ.
Neke imenice muškog roda imaju u nominativu jednine -ᾰ umjesto -ης (ναύτης, Ἀτρεΐδης): ἱππότᾰ za atički ἱππότης.
Genitiv jednine imenica muškog roda završava na -ᾱο ili -εω umjesto -ου: Ἀτρεΐδᾱο za atički Ἀτρεΐδου.
Genitiv množine obično završava na -ᾱων ili -εων: νυμφᾱ́ων za atički νυμφῶν.
Dativ množine uvijek završava na -ῃσι(ν) ili -ῃς: πύλῃσιν za atički πύλαις.

##### O-deklinacija
Genitiv jednine završava na -οιο ili -ου. Primjerice, πεδίοιο ili πεδίου.
Genitiv i dativ dvojine završavaju na -οιϊν. Homerski ἵπποιϊν umjesto atičkog ἵπποιν.
Dativ množine završava na -οισι(ν) i -οις. Primjerice, φύλλοισι ili φύλλοις.

##### Treća deklinacija
Akuzativ jednine završava na -ιν ili -ιδα. Primjerice, γλαυκῶπιν ili γλαυκώπιδα.
Dativ množine završava na -εσσι i -σι. Primjerice, πόδεσσι ili ἔπεσσι.
Homerski grčki nema kvantitativne metateze koja se pojavljuje u kasnijem grčkom (osim u određenim genitivima jednine imenica muškog roda a-deklinacije):
- βασιλῆος umjesto atičkog βασιλέως, πόληος umjesto πόλεως
- βασιλῆα umjesto βασιλέᾱ
- βασιλῆας umjesto βασιλέᾱς
- βασιλήων umjesto βασιλέων

Homerski grčki ponekad rabi drukčije nastavke:
- πόληος se izmjenjuje s πόλιος

Napomene:
- Poslije kratkih samoglasnika refleks pragrčkog *ts alterira između -σ- i -σσ-. Ovo se možda rabilo zbog metrike. Primjerice, τόσος i τόσσος; μέσος i μέσσος; ποσί i ποσσί.
- Ostatci pragrčkog instrumentala koji završava na -φι(ν) (-οφι(ν)) mogu se upotrebljavati za dativ jednine i množine imenica i pridjeva (ponekad i za genitiv jednine i množine). Primjerice, βίηφι (...silom), δακρυόφιν (...sa suzama) i ὄρεσφιν (...u planinama).

#### Glagoli

##### Nastavci za glagolska lica
Nastavak -ν pojavljuje se umjesto -σαν. Primjerice, ἔσταν za ἔστησαν u trećem licu množine aktiva.
Nastavak za treće lice množine mediopasiva/pasiva često je -αται ili -ατο. Primjerice, ἥατο odgovara ἧντο.

##### Vremena
Futur: obično se ne steže. Primjerice, ἐρέω umjesto atičkog ἐρῶ ili τελέω umjesto τελῶ.
Prezent ili imperfekt: ova vremena ponekad preuzimaju iterativan oblik sufiksom -σκ- prije nastavka. Primjerice, φύγεσκον.
Aorist ili imperfekt: oba vremena mogu ponekad odbaciti augment. Primjerice, βάλον umjesto ἔβαλον ili ἔμβαλε umjesto ἐνέβαλε (ἐν-έ-βαλε)
Homerski grčki nije rabio historijski prezent, nego injunktive. Njih su Tukidid i Herodot zamijenili historijskim prezentima.

##### Konjunktiv
Konjunktiv se pojavljuje s kratkim samoglasnikom. Primjerice, ἴομεν umjesto ἴωμεν.
Drugo lice jednine konjunktiva mediopasivnog ima i nastavke -ηαι i -εαι.
Treće lice jednine konjunktiva aktiva završava na -σι(ν). Primjerice, φορεῇσι umjesto φορῇ.
Ponekad se on rabi umjesto futura i općih napomena.

##### Infinitiv
infinitiv se pojavljuje s nastavcima -μεν, -μεναι i -ναι umjesto -ειν i -ναι. Primjerice, δόμεναι umjesto atičkog δοῦναι; ἴμεν umjesto ἰέναι; ἔμεν, ἔμμεν ili ἔμμεναι za εἶναι; ἀκουέμεν(αι) za ἀκούειν.

##### Stegnuti glagoli
U stegnutim glagolima na mjestima gdje atički upotrebljava -ω- homerski grčki rabi -οω- ili -ωω- kao stegnuti oblik -αο-. Primjerice, atički ὁρῶντες postaje ὁρόωντες.
Slično, gdje u atičkom -αε- postaje -α- ili -αει- postaje -ᾳ-, u homerskome grčkom pojavljuje se ili αα ili αᾳ.

#### Ostale značajke
U većini slučajeva homerski grčki nije imao pravi određeni član. Ὁ, ἡ, τό pojavljuju se, ali oni su pokazne zamjenice po podrijetlu.

## Rječnik
Homer u Ilijadi i Odiseji rabi 9000 riječi od kojih su 1382 osobna imena, a od ostalih 7618 njih 2307 jesu hapax legomenon. Cylde Pharr smatra da se u ilijadi pojavljuje 1097, a u Odiseji 868 hapax legomenona, ali drugi kažu da se u Ilijadi pojavljuje 303, a u Odiseji tek 191.

## Primjer
Prvih sedam stihova Ilijade:
Μῆνιν ἄειδε, θεά, Πηληϊάδεω Ἀχιλῆος
οὐλομένην, ἣ μυρί’ Ἀχαιοῖς ἄλγε’ ἔθηκε,
πολλὰς δ’ ἰφθίμους ψυχὰς Ἄϊδι προΐαψεν
ἡρώων, αὐτοὺς δὲ ἑλώρια τεῦχε κύνεσσιν
οἰωνοῖσί τε δαῖτα· Διὸς δ’ ἐτελείετο βουλή·
ἐξ οὗ δὴ τὰ πρῶτα διαστήτην ἐρίσαντε

Ἀτρεΐδης τε ἄναξ ἀνδρῶν καὶ δῖος Ἀχιλλεύς.
U prijevodu Tome Maretića:
Srdžbu mi, boginjo, pjevaj Ahileja, Peleju sina
Pogubnu, koja zada Ahejcima bezbrojne jade,
Snažne je duše mnogih junaka poslala ona
k Hadu, a njih je same učinila, da budu plijen
Psima i pticama svima,i tako se Zeusova volja
Vršila, od kad se ono razdvojio u svađi bio

Atrejev sin, junacima kralj, s Ahilejem divnim.